# ۱۱۸۰ (قمری)
۱۱۸۰ (قمری)، هزار و صد و هشتادمین سال در گاهشماری هجری قمری است. اول محرم این سال برابر با نهم ژوئن سال ۱۷۶۶ میلادی است.